# Herrerasauridae
Los herrerasáuridos (Herrerasauridae) son una familia de dinosaurios saurisquios que vivieron en el Triásico superior ( hace aproximadamente 230 y 210 millones de años), en el Carniense y el Noriense, en lo que es hoy América y Asia.

## Descripción
Este grupo se desarrolló principalmente en Sudamérica, aunque también se han hallado restos menos significativos en Asia y Norteamérica. Era un clado de dinosaurios carnívoros de diversos tamaños, siendo Herrerasaurus ischiliguastensis, de entre 3 a 4m de largo, el arquetipo de este linaje.

### Características evolutivas
La anatomía del grupo es inusual y altamente especializada; no aparentan ser ancestros de algún otro clado relevado hasta la fecha, presentando una combinación de características muy primitivas y únicas: por ejemplo, el acetábulo está parcialmente abierto, y sólo dos vértebras sacras se encuentran presentes, el menor número entre todos los dinosaurios conocidos. El pubis posee estructuras derivativas que crean un aspecto moderno, propio del grupo Tetanurae. Esta característica es especialmente prominente en H. ischigulastensis. Por otro lado, la extremidad anterior posee cinco metacarpianos y el tercer dedo es más largo que el segundo. Estas propiedades -consideradas como muy primitivas- se hallan sorprendentemente complementadas con cualidades propias de terópodos modernos como son la existencia de tres dedos largos con garras curvas en las extremidades anteriores. 
Se cree que la tradicional mandíbula en bisagra -también propia de los terópodos- es producto de evolución independiente.

## Historia
Los miembros de Herrerasauridae están entre los más antiguos dinosaurios conocidos, ya que aparecen en el registro fósil entre mediados y finales del Triásico, hace unos 228 millones de años. Se extinguieron hacia el fin de ese mismo período.
Un esqueleto casi completo de un herrerasaurio fue exhumado en la Formación de Ischigualasto en la provincia argentina de San Juan en 1988.

## Sistemática
Su posición es muy controvertida; por un lado Herrerasauridae se define como el clado más inclusivo que contiene a Herrerasaurus ischigualastensis (Reig, 1963) pero no a Passer domesticus (Linneo, 1758). Son todos los terópodos más cercanos al herrerasaurio que a las aves verdaderas (Neornithes).
El cladograma que sigue se basa en uno propuesto por Ezcurra en 2010. En esta revisión, Herrerasaurus es un saurisquio primitivo, pero no un terópodo.
|  | Herrerasaurus  |
|  |                |
|  | Staurikosaurus |
|  |                |
|  | Gnathovorax    |
|  |                |

|           | Chindesaurus                                              |
|           |                                                           |
| Theropoda | \| \| Eoraptor \| \| \| \| \| \| Neotheropoda \| \| \| \| |
|           | \| \| Eoraptor \| \| \| \| \| \| Neotheropoda \| \| \| \| |
|           | Sauropodomorpha                                           |
|           |                                                           |
|           | Eoraptor                                                  |
|           |                                                           |
|           | Neotheropoda                                              |
|           |                                                           |

|  | Eoraptor     |
|  |              |
|  | Neotheropoda |
|  |              |

|  | Herrerasaurus  |
|  |                |
|  | Staurikosaurus |
|  |                |
|  | Gnathovorax    |
|  |                |

|           | Chindesaurus                                              |
|           |                                                           |
| Theropoda | \| \| Eoraptor \| \| \| \| \| \| Neotheropoda \| \| \| \| |
|           | \| \| Eoraptor \| \| \| \| \| \| Neotheropoda \| \| \| \| |
|           | Sauropodomorpha                                           |
|           |                                                           |
|           | Eoraptor                                                  |
|           |                                                           |
|           | Neotheropoda                                              |
|           |                                                           |

|  | Eoraptor     |
|  |              |
|  | Neotheropoda |
|  |              |

|  | Herrerasaurus  |
|  |                |
|  | Staurikosaurus |
|  |                |
|  | Gnathovorax    |
|  |                |

|           | Chindesaurus                                              |
|           |                                                           |
| Theropoda | \| \| Eoraptor \| \| \| \| \| \| Neotheropoda \| \| \| \| |
|           | \| \| Eoraptor \| \| \| \| \| \| Neotheropoda \| \| \| \| |
|           | Sauropodomorpha                                           |
|           |                                                           |
|           | Eoraptor                                                  |
|           |                                                           |
|           | Neotheropoda                                              |
|           |                                                           |

|  | Eoraptor     |
|  |              |
|  | Neotheropoda |
|  |              |

|  | Herrerasaurus  |
|  |                |
|  | Staurikosaurus |
|  |                |
|  | Gnathovorax    |
|  |                |

|           | Chindesaurus                                              |
|           |                                                           |
| Theropoda | \| \| Eoraptor \| \| \| \| \| \| Neotheropoda \| \| \| \| |
|           | \| \| Eoraptor \| \| \| \| \| \| Neotheropoda \| \| \| \| |
|           | Sauropodomorpha                                           |
|           |                                                           |
|           | Eoraptor                                                  |
|           |                                                           |
|           | Neotheropoda                                              |
|           |                                                           |

|  | Eoraptor     |
|  |              |
|  | Neotheropoda |
|  |              |